# Popelina (album)
Popelina – czwarty album zespołu Wańka Wstańka wydany w 1993 roku nakładem wydawnictwa Akar. Autorem muzyki i tekstów jest Piotr Liszcz. Nagrań dokonano w studio „Spaart” w Boguchwale. Realizatorami nagrań byli Bogdan Nowak i Andrzej Karp.

## Lista utworów
źródło:.
1. „123 hip hop”
2. „Oni reklamują”
3. „Nie opłaca się”
4. „Pieniądze”
5. „Policja”
6. „Popelina”
7. „Wiosna i dziewczyny”
8. „Ballada”
9. „Zapnij płaszcz”
10. „Kreska I”
11. „Błąd”
12. „Siły witalne”
13. „Kreska II”
14. „Miłość na full”
15. „1234 hip hop”

## Muzycy
źródło:.
- Krzysztof Bara „Bufet” – śpiew
- Piotr Liszcz „Mizerny” – gitara, śpiew
- Marek Kisiel – gitara basowa
- Dariusz Marszałek „Czarny” – perkusja

gościnnie
- Justyna Steczkowska – śpiew